# 雷加德
雷加德（法語：Reygade，法語發音：[ʁɛɡad]）是法国科雷兹省的一个市镇，位于该省南部，属于蒂勒区。

## 地理
雷加德（45°0'54"N, 1°54'33"E）面积13.94 平方千米，位于法国新阿基坦大区科雷兹省，该省份为法国中南部省份，北起上维埃纳省和克勒兹省，西接多爾多涅省，南至洛特省，东临多姆山省和康塔爾省。
与雷加德接壤的市镇（或旧市镇、城区）包括：阿尔蒂亚克、下巴西尼亚克、拉沙佩勒圣热罗、梅克尔、多尔多涅河畔蒙索。

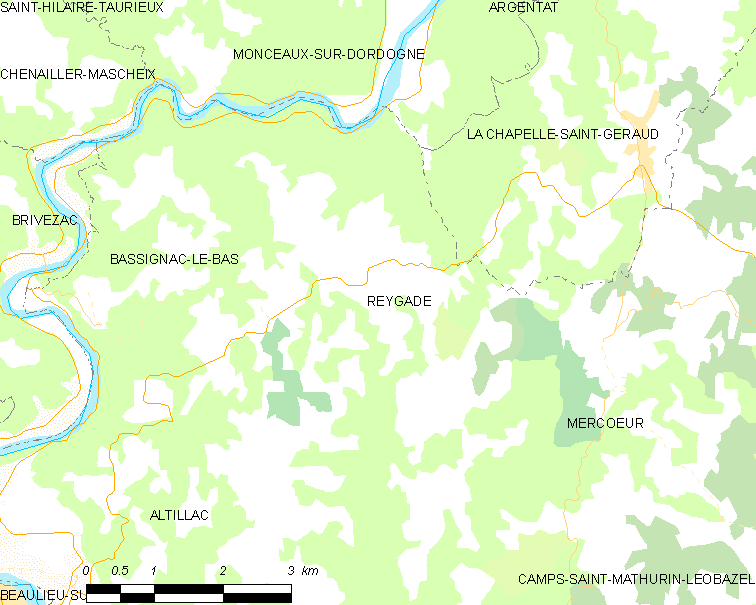
雷加德的OSM定位图

雷加德的时区为UTC+01:00、UTC+02:00（夏令时）。

## 行政
雷加德的邮政编码为19430，INSEE市镇编码为19171。

## 政治
雷加德所属的省级选区为多尔多涅河畔阿让塔县。

## 人口

1962-2008年间雷加德人口变化图示

雷加德于2022年1月1日时的人口数量为181人。